# Schwärmereien
Schwärmereien ist ein Walzer von Johann Strauss (Sohn) (op. 253). Das Werk wurde am 1. April 1861 im Dianabad-Saal in Wien erstmals aufgeführt.

## Einzelnachweis
1. ↑  Quelle: Englische Version des Booklets (Seite 58) in der 52 CDs umfassenden Gesamtausgabe der Orchesterwerke von Johann Strauß (Sohn), Hrsg. Naxos (Label). Das Werk ist als siebter Titel auf der 20. CD zu hören.